# Turritopsis
Turritopsis is een geslacht van neteldieren uit de  familie van de Oceaniidae.

## Soorten
- Turritopsis chevalense (Thorneley, 1904)
- Turritopsis dohrnii (Weissmann, 1883)
- Turritopsis fascicularis Fraser, 1943
- Turritopsis lata Lendenfeld, 1885
- Turritopsis minor (Nutting, 1906)
- Turritopsis nutricula McCrady, 1857
- Turritopsis pacifica Maas, 1909
- Turritopsis polycirrha (Keferstein, 1862)
- Turritopsis rubra (Farquhar, 1895)